# Glaucium oxylobum
Glaucium oxylobum är en vallmoväxtart. Glaucium oxylobum ingår i Hornvallmosläktet som ingår i familjen vallmoväxter.

## Underarter
Arten delas in i följande underarter:
- G. o. oxylobum
- G. o. rechingeri

## Bildgalleri

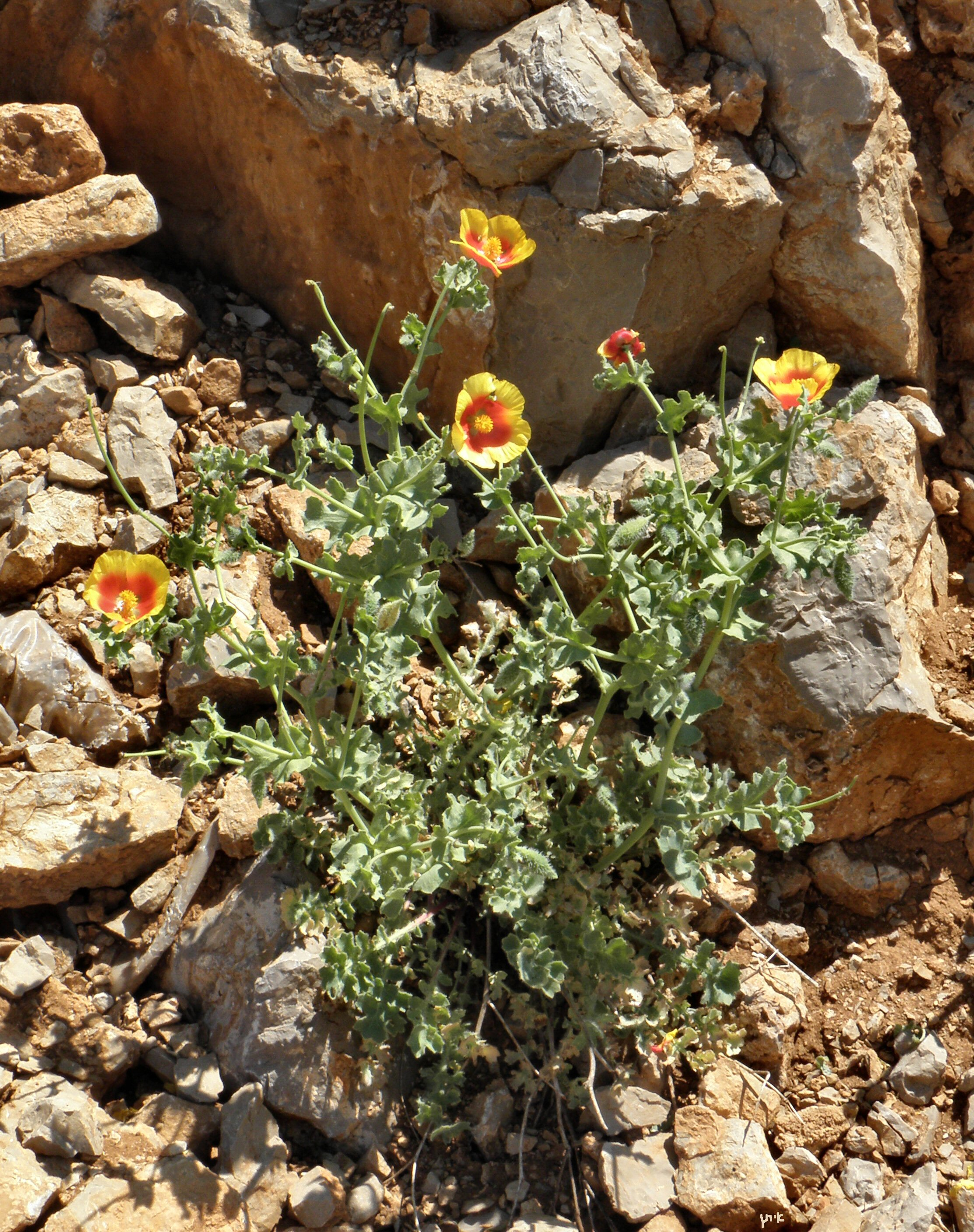